# Sakıb Aytaç
Sakıb Aytaç, né le 24 novembre 1991 à Izmir, est un footballeur turc, qui évolue au poste de latéral gauche à l'Esenler Erokspor.

## Biographie

### En club
Sakıb Aytaç naît le 24 novembre 1991 à Izmir. Il commence sa formation en 2002 au Ceylanspor, un club de la province de Balıkesir. Il rejoint quatre ans plus tard le Çanakkale Dardanelspor, où il devient professionnel en 2008.
Il dispute son premier match en professionnel face au Gaziosmanpaşaspor (en) le 26 avril 2009 lors d'un match de 2. Lig, le troisième échelon du football turc. Avec le Çanakkale Dardanelspor, il est promu en deuxième division à l'issue de la saison 2008-2009, mais le club ne parvient pas à obtenir son maintien la saison suivante.
En 2011, il rejoint le Gençlerbirliği SK, mais ne dispute aucun match avec le club de Süper Lig. Le 5 janvier 2012, il est prêté jusqu'à fin de la saison au Denizlispor, qui évolue à l'échelon inférieur, mais il ne joue pas non plus avec les Horozlar. Il s'engage pourtant définitivement avec le Denizlispor à l'été 2012. Toujours sans match joué avec l'équipe de Denizli, il transféré le 12 janvier 2013 au TKİ Tavşanlı Linyitspor, club de 1. Lig (D2).
Il s'impose comme titulaire au sein de son niveau club, et participe à l'obtention du maintien en s'imposant, marqué par une victoire sur la pelouse du Göztepe SK lors de la dernière journée, permettant de les doubler et d'échapper à la relégation. Lors de sa deuxième saison au Tavşanlı Linyitspor, Aytaç est toujours un titulaire indiscutable, mais ne peut empêcher la relégation du club en troisième division.
À l'intersaison 2014, il est transféré à Antalyaspor, relégué en D2, avec qui après une saison réussie, il remonte directement en Süper Lig par la voie des play-offs. Le club élimine d'abord l'Adana Demirspor en demi-finales (3-0, 0-2), puis Samsunspor en finale (2-2 après prolongation, puis 4-1 aux tirs au but), Aytaç étant passeur décisif sur le deuxième but de son équipe. Pour sa première saison en première division avec l'Antalyaspor, le club termine à la 9e place, et Sakıb Aytaç s'offre un but lors d'une victoire de prestige 4-2 face à Fenerbahçe le 5 février 2016. Lors de la saison 2016-2017, Antalyaspor finit 5e du championnat, soit la première place non qualificative à une compétition européenne. La saison suivante est moins réussie avec une 14e place finale, et Aytaç quitte le club à l'été 2018 après quatre saisons et 117 matchs.
Il rejoint ainsi le Kayserispor, mais subit une rupture des ligaments croisés en début de saison, ce qui lui fait manquer la quasi-intégralité de la saison.
Le 28 août 2019, il signe en faveur du Yeni Malatyaspor, avec qui il effectue une saison pleine, mais le club termine à la 16e place du championnat, qui entraîne normalement une relégation. Pourtant, en raison de l'épidémie de Covid-19, les hautes instances du football turc décident de ne reléguer aucun club, et le Yeni Malatyaspor est maintenu en Süper Lig.
Le 8 septembre 2020, il s'engage pour une saison plus une en option avec le Denizlispor, où il avait déjà évolué en 2012 mais sans disputer aucun match. Il manque une partie de la saison en raison d'une blessure à la cuisse, mais s'impose en tant que titulaire. Denizlispor est relégué à l'issue de la saison.
Le 24 juillet 2021, il signe en faveur du Kasımpaşa SK.

### En sélection
Sakıb Aytaç est sélectionné en équipe de Turquie des moins de 19 ans (en) par Ogün Temizkanoğlu, et dispute deux matchs avec la sélection en 2009.
Il est convoqué pour la première fois avec l'équipe de Turquie espoirs sous les ordres de Raşit Çetiner (en) en 2010. Il dispute son premier match avec les espoirs turcs le 12 octobre 2010 face à la Belgique (victoire 4-1) en remplaçant Özgür Çek (en) à la mi-temps. Il dispute au total cinq matchs entre 2010 et 2011.

## Statistiques
| Saison                | Club                    | Championnat           | Championnat | Championnat | Coupe(s) nationale(s) | Coupe(s) nationale(s) | Total | Total |
| Saison                | Club                    | Division              | M.          | B.          | M.                    | B.                    | M.    | B.    |
| 2009-2010             | Çanakkale Dardanelspor  | 1. Lig                | 28          | 1           | 2                     | 0                     | 30    | 1     |
| 2010-2011             | Çanakkale Dardanelspor  | 2. Lig                | 20          | 1           | 2                     | 0                     | 22    | 1     |
| Sous-total            | Sous-total              | Sous-total            | 48          | 2           | 4                     | 0                     | 52    | 2     |
| 2011-2012             | Gençlerbirliği SK       | Süper Lig             | -           | -           | -                     | -                     | 0     | 0     |
| 2011-2012             | Denizlispor (prêt)      | 1. Lig                | -           | -           | -                     | -                     | 0     | 0     |
| 2012-2013             | Denizlispor             | 1. Lig                | -           | -           | -                     | -                     | 0     | 0     |
| Sous-total            | Sous-total              | Sous-total            | -           | -           | -                     | -                     | 0     | 0     |
| 2012-2013             | TKİ Tavşanlı Linyitspor | 1. Lig                | 15          | 0           | -                     | -                     | 15    | 0     |
| 2013-2014             | TKİ Tavşanlı Linyitspor | 1. Lig                | 32          | 0           | 1                     | 0                     | 33    | 0     |
| Sous-total            | Sous-total              | Sous-total            | 47          | 0           | 1                     | 0                     | 48    | 0     |
| 2014-2015             | Antalyaspor             | 1. Lig                | 32          | 3           | -                     | -                     | 32    | 3     |
| 2015-2016             | Antalyaspor             | Süper Lig             | 20          | 1           | 5                     | 1                     | 25    | 2     |
| 2016-2017             | Antalyaspor             | Süper Lig             | 27          | 0           | 1                     | 0                     | 28    | 0     |
| 2017-2018             | Antalyaspor             | Süper Lig             | 29          | 0           | 3                     | 0                     | 32    | 0     |
| Sous-total            | Sous-total              | Sous-total            | 108         | 4           | 9                     | 1                     | 117   | 5     |
| 2018-2019             | Kayserispor             | Süper Lig             | 3           | 0           | -                     | -                     | 3     | 0     |
| 2019-2020             | Kayserispor             | Süper Lig             | -           | -           | -                     | -                     | 0     | 0     |
| Sous-total            | Sous-total              | Sous-total            | 3           | 0           | -                     | -                     | 3     | 0     |
| 2019-2020             | Yeni Malatyaspor        | Süper Lig             | 22          | 0           | 1                     | 0                     | 23    | 0     |
| 2020-2021             | Denizlispor             | Süper Lig             | 17          | 1           | -                     | -                     | 17    | 1     |
| 2021-2022             | Kasımpaşa SK            | Süper Lig             | 8           | 0           | -                     | -                     | 8     | 0     |
| Total sur la carrière | Total sur la carrière   | Total sur la carrière | 224         | 8           | 14                    | 4                     | 238   | 12    |